# 浦項慶州空港
浦項慶州空港（ポハンキョンジュくうこう、韓国語：포항경주공항、英語：Pohang Gyeongju Airport）は、大韓民国慶尚北道浦項市にある空港である。慶州市の最寄りの空港の一つで、時刻表には「浦項／慶州」と表記される。旧称は浦項空港だったが、2022年7月14日より現在の名称に変更した。
韓国海軍と駐韓米海軍の共用飛行場でもある。軍との共用空港であることから、ターミナル内での写真撮影は制限されている。

## 歴史
- 1970年2月 開港
- 1970年3月 大韓航空が金浦国際空港との路線を開設
- 1992年4月 アシアナ航空が金浦国際空港との路線を開設
- 2002年6月 新旅客ターミナルがオープン
- 2012年5月24日 中国南方航空が大連との初めての国際線チャーター便を運行。
- 2014年7月1日 滑走路工事の為運行停止。
- 2016年5月3日 運用再開。
- 2020年7月31日 運休していた大韓航空に代わり、ジンエアーが金浦国際空港、済州国際空港線に再就航。
- 2022年7月14日 浦項慶州空港に名称変更。

## 就航航空会社・路線

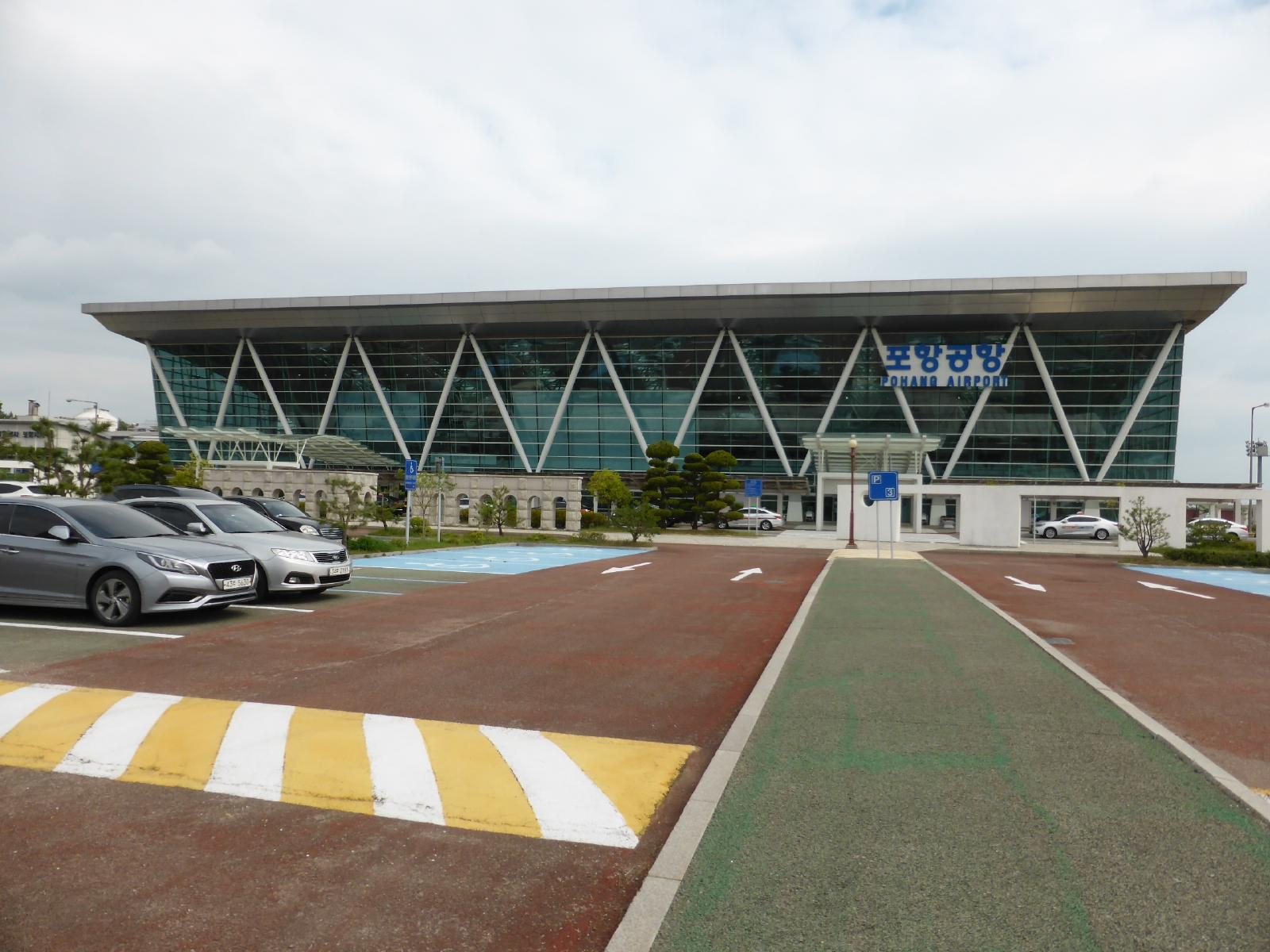
浦項慶州空港全景

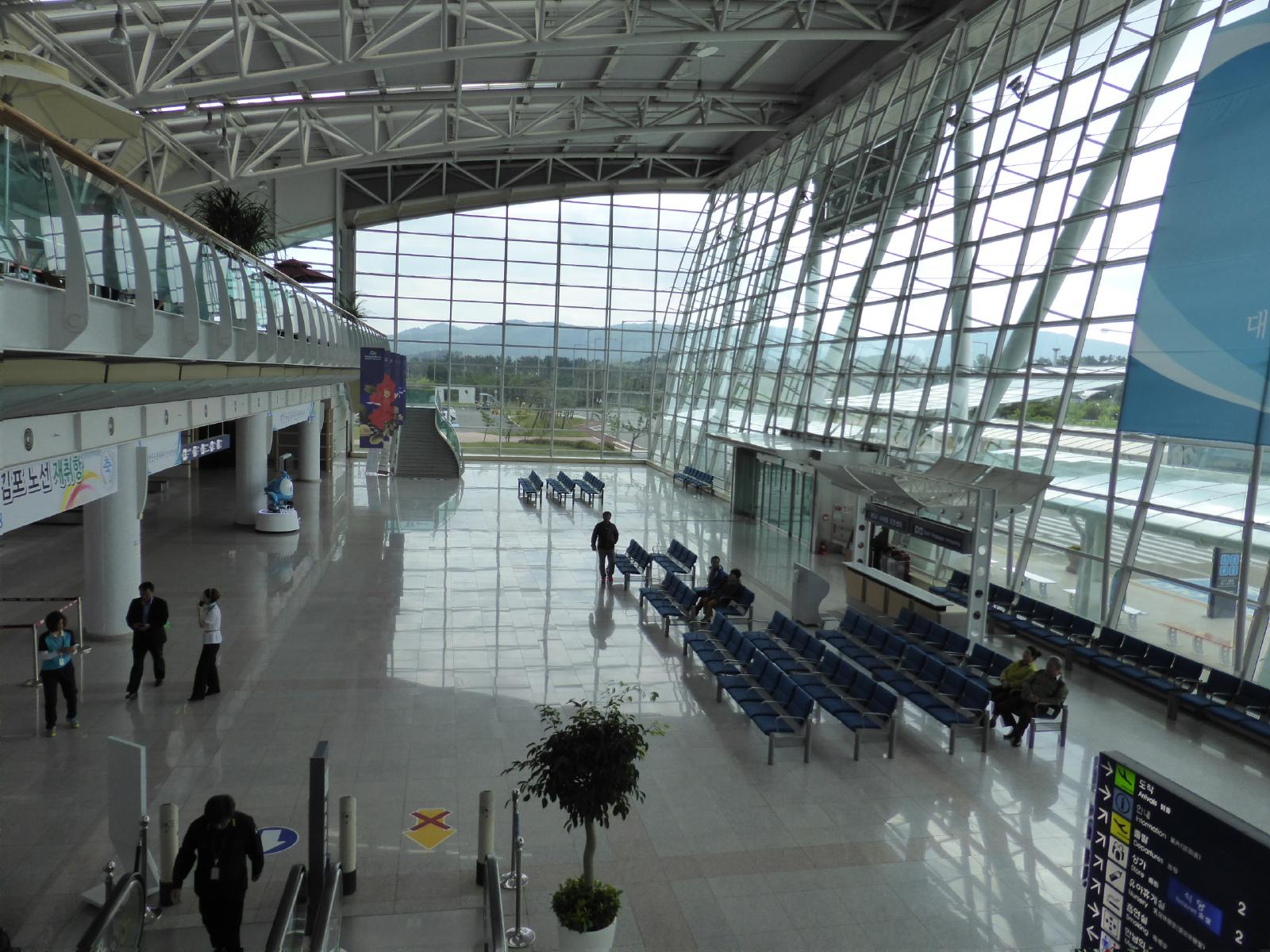
1F到着ロビーと2F出発ロビー

- 国内線

| 航空会社   | 就航地            |
| ---------- | ----------------- |
| ジンエアー | ソウル/金浦、済州 |